# Будь здоровий, дорогий!
«Будь здоровий, дорогий!» — радянський художній фільм, знятий на кіностудії «Грузія-фільм» у 1981 році.

## Сюжет
Чотири новели («Вечеря», «Секрет», «Відрядження», «Моцарт»), об'єднані спільною темою доброти й уваги до навколишніх людей. Герої фільму, потрапляючи в різні комічні ситуації, виявляють такі людські якості, як гостинність, товариськість, чуйність.

## У ролях
- Вахтанг Кікабідзе — головна роль
- Георгій Кавтарадзе — головна роль
- Микола Рибников — Микола Федорович Єрофєєв
- Нана Джорджадзе — художниця в духані
- Лія Еліава — Мері
- Ольга Бєлявська — Олена (маленька)
- Тамара Цицишвілі — Ніна Василівна
- Армен Хостікян — начальник вокзалу

## Знімальна група
- Автори сценарію і режисери-постановники:
  - Тамаз Гомелаурі
  - Вахтанг Кікабідзе
- Текст від автора читає: Зиновій Гердт
- Оператор-постановник: Ігор Амасійський
- Художник-постановник: Джемал Мірзашвілі
- Композитор: Георгій Цабадзе